# Котовська сільська рада (Магдалинівський район)
Кото́вська сільська́ ра́да — колишній орган місцевого самоврядування в Магдалинівському районі Дніпропетровської області. Адміністративний центр — село Котовка.

## Загальні відомості
- Населення ради: 2 900 осіб (станом на 2001 рік)

## Населені пункти
Сільській раді були підпорядковані населені пункти:
- с. Котовка
- с. Степанівка

## Склад ради
Рада складалася з 20 депутатів та голови.
- Голова ради: Пустова Олена Анатоліївна
- Секретар ради: Андрушко Наталія Григорівна

### Керівний склад попередніх скликань
Примітка: таблиця складена за даними сайту Верховної Ради України

### Депутати
За результатами місцевих виборів 2010 року депутатами ради стали:

#### За округами
| № округу                    | Прізвище, ім'я, по батькові      | Дата визнання обраним | Освіта             | Партійна приналежність            | Відомості про обраного депутата                                       |
| --------------------------- | -------------------------------- | --------------------- | ------------------ | --------------------------------- | --------------------------------------------------------------------- |
| Комуністична партія України |                                  |                       |                    |                                   |                                                                       |
| 2                           | Доленко Валерій Васильович       | 01.11.2010            | середня спеціальна | позапартійний                     | СТО с. Котовка, майстер                                               |
| 7                           | Жиленко Людмила Володимирівна    | 01.11.2010            | вища               | позапартійна                      | фтизіатричне відділення Магдалиніської ЦРЛ с. Котовка, завідувачка    |
| 8                           | Глазунова Тамара Василівна       | 01.11.2010            | середня спеціальна | член Комуністичної партії України | тимчасово не працює                                                   |
| Народна Партія              |                                  |                       |                    |                                   |                                                                       |
| 1                           | Корпусенко Леонід Андрійович     | 01.11.2010            | вища               | позапартійний                     | дільнична лікарня с. Котовка, сімейний лікар                          |
| 10                          | Пилипенко Оксана Федорівна       | 01.11.2010            | середня спеціальна | член Народної партії              | Котовська сільська рада, головний бухгалтер                           |
| 17                          | Москівець Олександр Миколайович  | 01.11.2010            | середня спеціальна | член Народної партії              | дільниця каналу Дніпро-Донбас с. Котовка, машиніст насосних установок |
| Партія регіонів             |                                  |                       |                    |                                   |                                                                       |
| 3                           | Гуржій Григорій Михайлович       | 01.11.2010            | середня            | член Партії регіонів              | м. Дніпропетровськ, АТП 11238, водій                                  |
| 4                           | Ломаковська Ірина Миколаївна     | 01.11.2010            | середня спеціальна | член Партії регіонів              | ТОВ "Агорофірма «Котівка» с. Котовка, обліковець                      |
| 5                           | Сідаш Сергій Іванович            | 01.11.2010            | середня спеціальна | член Партії регіонів              | пенсіонер                                                             |
| 6                           | Кузьменко Зінаїда Вікторівна     | 01.11.2010            | середня            | член Партії регіонів              | ТОВ "Агорофірма «Котівка» с. Котовка, диспетчер                       |
| 9                           | Кібець Сергій Іванович           | 01.11.2010            | середня спеціальна | член Партії регіонів              | ТОВ"Агорофірма «Котівка» с. Котовка, зав.фермою                       |
| 11                          | Челомбітько Оксана Станіславівна | 01.11.2010            | вища               | член Партії регіонів              | районний терцентр соцзахисту населення, соціальний працівник          |
| 12                          | Братусь Борис Борисович          | 01.11.2010            | середня спеціальна | член Партії регіонів              | Магдалинівське УТМР, голова                                           |
| 13                          | Помазан Валентина Федорівна      | 01.11.2010            | середня            | член Партії регіонів              | ТОВ "Агорофірма «Котівка» с. Котовка, обліковець                      |
| 14                          | Андрушко Наталія Григорівна      | 01.11.2010            | вища               | член Партії регіонів              | Котовська сільська рада, секретар                                     |
| 15                          | Андрушко Володимир Григорович    | 01.11.2010            | середня            | член Партії регіонів              | ТОВ"Агорофірма «Котівка», бригадир                                    |
| 16                          | Білянкін Віктор Олександрович    | 01.11.2010            | вища               | член Партії регіонів              | дільнична лікарня ветеринарної медицини с. Котовка, лікар-епізоотолог |
| 18                          | Душенька Надія Іванівна          | 01.11.2010            | середня            | член Партії регіонів              | ТОВ "Агорофірма «Котівка» с. Котовка, обліковець                      |
| 19                          | Жогленко Валентина Олександрівна | 01.11.2010            | середня            | член Партії регіонів              | ТОВ"Агорофірма «Котівка» с. Котовка, свинарка                         |
| 20                          | Кравченко Володимир Михайлович   | 01.11.2010            | середня            | член Партії регіонів              | ТОВ"Агорофірма «Котівка», механізатор                                 |